# Can Masdeu
Can Masdeu és una masia els terrenys de la cual es troben entre els barris de Canyelles i d'Horta de Barcelona, dins del Parc natural de Collserola, catalogada com a bé amb elements d'interès (categoria C) i inclosa a l'Inventari del Patrimoni Arquitectònic de Catalunya. Actualment és un centre social ocupat, residència i hort comunitari. Des de l'estació de metro L3 Canyelles s'hi pot accedir per una pista de terra, al principi de la qual, a 500 m de la casa, hi ha una indicació que posa «Vall de Can Mas Deu».

## Història

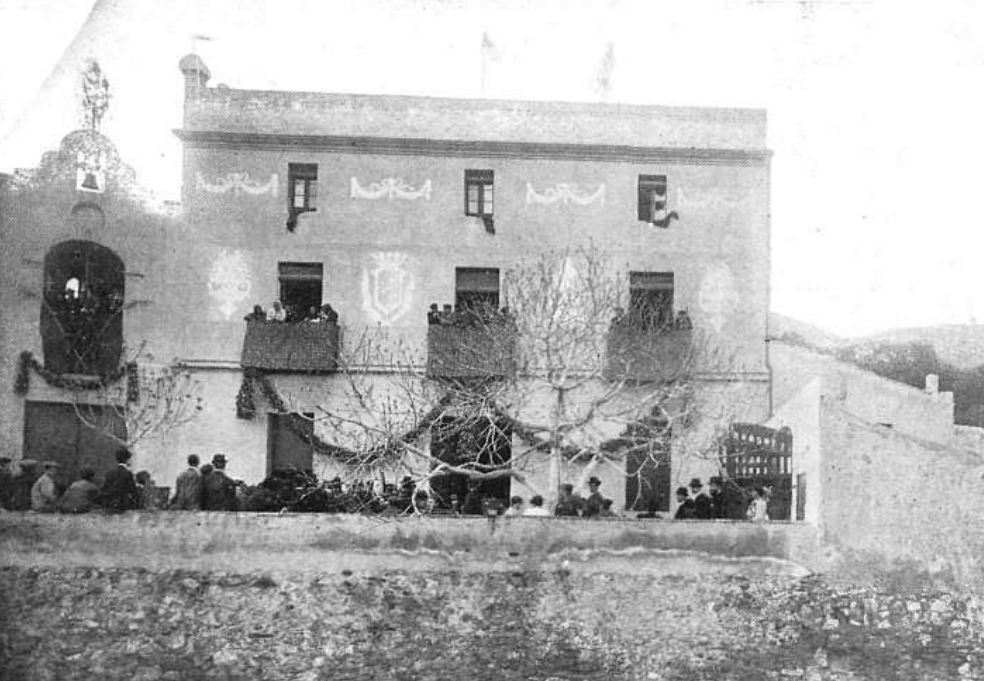
Any 1911

### Origen i propietat de la masia
La masia que avui es coneix com a Can Masdeu va tenir anteriorment diversos noms: Mas Poch, Roure i Sapila. A partir de 1639 va passar a ser propietat de Francesc Pla, notari públic de Barcelona, qui la va vendre a Enric Masdeu i Farrera. Aquest cognom va ser el què va donar nom a la masia i a diversos elements geogràfics de l'entorn, com la font, la mina, el torrent i la vall; configurant-se una toponímia pròpia que reflecteix la llarga vinculació familiar amb aquest territori. La propietat es va mantenir dins de la família Masdeu durant més de dos segles — de 1639 a 1845 — transmesa de pares a fills o nets.
A partir de mitjans segle XIX, a causa d’un elevat endeutament familiar acumulat sobre la finca, aquesta es va veure hipotecada i va acabar subhastada a finals de segle. El 1901, l'Hospital de la Santa Creu va comprar la masia en subhasta pública com a part del seu projecte, per traslladar infraestructures sanitàries fora del nucli urbà, seguint criteris higienistes i buscant entorns amb més espai i condicions climàtiques favorables.

### Can Masdeu com a leproseria (1904–1961)
L'any 1903, l’Hospital va invertir 4.024 pessetes per condicionar la casa i destinar-hi allà un leprocomi. El 1906 s'hi traslladaren els malalts leprosos de l'antic hospital de Sant Llàtzer o dels Mesells, a la plaça del Pedró. El nou hospital de Sant Llàtzer comptava amb la capacitat per a 25 malalts, homes i dones, que portaven una vida relativament autònoma dins el recinte, amb accés a petits horts personals i activitats lúdiques organitzades per l’hospital. Els malalts, sovint en estadis avançats de la malaltia, trobaven a Can Masdeu més un refugi on conviure que no pas un espai de curació.
Amb els anys, les condicions de la masia es va deteriorar i es considerà que l’edifici estava infectat i era insalubre. Durant la dècada de 1930, l’Hospital de Santa Creu i Sant Pau va decidir construir un nou edifici hospitalari a pocs metres, el futur Hospital de Sant Llàtzer. Tot i que les obres de construcció es van aturar durant la Guerra Civil, van acabar per completar-se el 1950. Finalitzat l'hospital, els pacients es van resistir a abandonar la masia de Can Masdeu, que ja havien considerat la seva casa i renegaven a marxar. L'hospital Sant Llàcer va ser refugi d'entorn uns 200 nens i nenes amb tuberculosi. Finalment, el 1961, la Junta Provincial de Sanitat va tancar Can Masdeu com a leproseria, i els últims malalts van ser traslladats a l’hospital Fontilles, a la Vall de Laguar (Alacant).

### Abandonament (1961-2001)
Entre 1961 i 2001 la masia restà abandonada. Les edificacions patiren un deteriorament progressiu i el projecte sanitari previst per l’edifici annex mai no arribaren a consolidar-se. No va ser fins a l'any 2001 que la masia de Can Masdeu va ser rehabitada per donar vida a aquest espai.

## Simbol emblemàtic de resistència col·lectica
El 30 de gener de 2002, els Mossos d'Esquadra van intentar desallotjar Can Masdeu, ocupada des del desembre de 2001 per un grup internacional d'activistes que buscaven un espai per organitzar unes jornades sobre el canvi climàtic. L'espai, una antiga leproseria abandonada des de feia dècades, es va convertir en símbol de lluita després que l'intent de desallotjament es frustrés gràcies a una acció de resistència pacífica i molt mediàtica.
Durant 3 dies, 11 persones van resistir-se a ser desallotjades utilitzant tècniques de desobediència civil no violenta inspirades en el moviment ecologista. Algunes es van encadenar en estructures elevades i d’alt risc, com teulades i façanes, altres van construir plataformes casolanes penjant-se de l’edifici o col·locant-se en balancins, on el moviment d'una persona posava en perill l'altra. Una de les estructures més icòniques incloïa una banyera penjada amb cadenes a l’exterior. La policia, incapaç d'expulsar a les persones sense posar-les en perill, va canviar d’estratègia i va optar per esperar que baixessin per manca d’aliments i aigua.
Paral·lelament, l’ocupació va rebre un ampli suport social: centenars de persones van pujar a peu fins a la vall per donar suport, es van fer concentracions espontànies, i fins i tot una organització solidària holandesa va ocupar l’ambaixada espanyola als Països Baixos com a mostra de protesta.

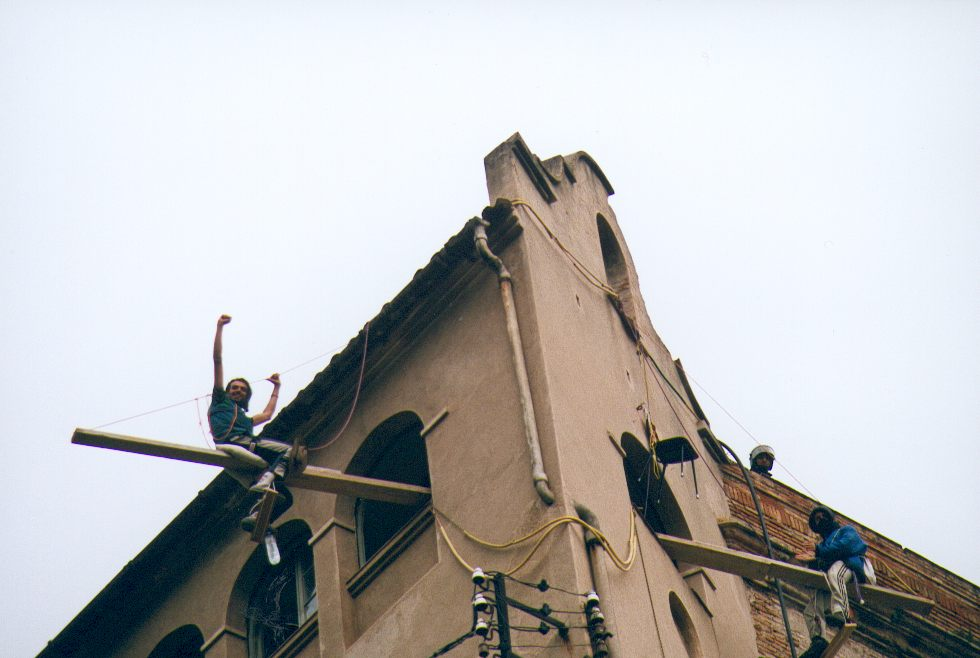
Dues persones resistint al desnonament a través de l'anomenat "pal de la mort"

Després de nits resistència amb les baixes temperatures i pluja, es va detectar risc d’hipotèrmia en algunes de les persones que hi resistien. Així doncs, finalment el jutge encarregat del cas va ordenar la retirada de la policia, argumentant que “el dret a la vida i la integritat física està per sobre del dret a la propietat”. Aquesta decisió es va convertir en un precedent judicial important, i l’ocupació de Can Masdeu es va consolidar com a projecte social i comunitari a llarg termini.
Tot i que han existit processos judicials civils i penals contra els ocupants des d'aleshores —la majoria desfavorables al col·lectiu—, la propietat no ha executat cap desallotjament posterior. Una de les raons és que el propietari, l’Hospital de Sant Pau, no disposa dels recursos per rehabilitar l’edifici, i existeixen altres edificis més grans i accessibles a la zona.
Des d’aleshores, Can Masdeu ha esdevingut un espai de referència dins dels moviments socials de Barcelona, mantenint una activitat comunitària, agroecològica i cultural constant. Els horts comunitaris, les jornades obertes i l’educació ambiental han arrelat a la vall, gràcies també al suport dels veïns que ja el 2002 van acudir a defensar molt més que una casa: una utopia col·lectiva en construcció.

## Moviment social i significat polític
L'ocupació de Can Masdeu l'any 2001 no només va significar la recuperació d'un espai abandonat, sinó que es va convertir en un acte polític en el marc del moviment pel dret a l'habitatge i l'antiglobalització. El projecte es va consolidar després d'un intent de desallotjament el gener del 2002, resistit amb accions de desobediència civil pacífiques. Aquest esdeveniment va tenir un gran ressò mediàtic i va reforçar la legitimitat del projecte dins l'activisme social barceloní.
Segons diverses anàlisis recents, entre elles investigacions qualitatives basades en entrevistes a membres actius del col·lectiu, Can Masdeu articula el seu discurs i pràctica entorn de marcs interpretatius propis dels nous moviments socials: l'autogestió, la sostenibilitat, la desobediència civil i la creació d'alternatives comunitàries a les formes de vida urbanes predominants.
El projecte continua actiu i organitza setmanalment activitats obertes a la comunitat, com horts col·lectius, tallers, xerrades i espais de convivència. Això reforça la seva funció com a espai de transformació social i laboratori d'alternatives urbanes.

## Relacions actuals amb la comunitat i el medi ambient
Després de l’intent de desallotjament de 2002, la col·laboració entre el col·lectiu de Can Masdeu i el veïnat del districte de Nou Barris s’ha intensificat, configurant un espai d’intercanvi social, ambiental i educatiu al peu de la serra de Collserola.

### Horts comunitaris
El moviment dels Horts Comunitaris de Can Masdeu va sorgir la tardor de 2002 com una iniciativa de reapropiació veïnal de la terra. Actualment hi participen persones jubilades, famílies i joves que gestionen parcel·les ecològiques mitjançant assemblea oberta, promovent l’agroecologia i l’autoaprenentatge col·lectiu i lliure.

### Voluntariat i educació ambiental
Can Masdeu coordina jornades mensuals de voluntariat (“Mans a la Vall”) dedicades a la neteja de torrents, la restauració d’hàbitats i la gestió forestal, en col·laboració amb entitats ambientals locals.  Tanmateix s’obre habitualment el centre social per fer tallers d’ecologia, xerrades sobre crisi climàtica i visites escolars, dins la programació pedagògica del Parc Natural de Collserola.

### Adaptació climàtica i biodiversitat
Diverses recerques assenyalen la vall com un “laboratori mediterrani” d’alternatives davant la crisi climàtica, gràcies a pràctiques agrícoles regeneratives i a la conservació de 35 hectàrees de sòl qualificat com a equipament públic però gestionades comunitàriament.  Propostes de restauració de rieres, basses i pastura amb ramat formen part d’un pla de manteniment de la biodiversitat impulsat conjuntament amb el Parc de Collserola i col·lectius ecologistes.

## Descripció
El terreny mantingut pels okupes inclou la masia, gairebé una hectàrea de terres en ús com a horts, i 15 hectàrees de bosc de pi. És de planta rectangular a quatre vents i té planta baixa i dos pisos. La façana principal presenta balcons i una lateral està formada per dos pisos de galeries porxades cobertes, a la part davantera de les quals es conserva la façana de la capella. Els terrats tenen trencaaigües.